# Омар, Акыш Коныртаевич
Акыш Коныртаевич Омар (15.10.1955) — советский и казахский актёр кино и театра, театральный педагог, профессор, Заслуженный деятель Казахстана (2007).

## Биография
Родился 15 октября 1955 года в селе Улкен Бокен Кокпектинского района Восточно-Казахстанской области.
С 1978 по 1982 год окончил актерский факультет Казахской национальной академии искусств им. Т. Жургенова (бывший Алматинский государственный театрально-художественный институт).

## Трудовая деятельность
• 1982—1985 — актер Казахского музыкально-драматического театра им. Абая в Семее
• 1985—2003 — актер Академического драматического театра им. М. Ауэзова
• 2003—2005 — актер Русского драматического театра им. М. Горького (г. Нур-Султан)
• С 2005 года — актер Казахского государственного академического музыкально-драматического театра имени Калибека Куанышбаева
• С 2005 года — доцент, профессор, декан факультета Театральное искусство и искусствоведение Казахского национального университета искусств

## Основные роли на сцене
• Роли, сыгранные в Семипалатинском музыкально-драматическом театре имени Абая в 1982—1985 годах:
1. Г.Мусрепов «Акан сери-Актокты» — Акан
2. М. Баджиев «Кожажас» — Кожажас
3. М. Хасенов «Почему не проснулась любовь» — Мурат
4. Р. Сейсенбаев «Ночной диалог» — Адай

• Роли в Русском драматическом театре имени М. Горького в 2003—2005 годах:
1. Ж. Б. Мольер «Тартюф» — Тартюф
2. Н. Гоголь «Ревизор» — Лука Лукич
3. Н. Птушкина «Крик вперед» — Расияв
4. Ф. Достоевский «Преступление и наказание» — Лужин
5. Жан-Жака Брикер «Не верьте своим глазам …» — Альбер Ламар

• Роли в Государственном академическом драматическом театре имени К. Куанышбаева:
1. А. Чехов «Дядя Ваня» — Серебряков
2. Гапаров «Вечер кукол или ревнивых девушек» — Актан
3. Ч. Айтматов «Белый корабль» — Старик
4. Е. Жуасбек «Глубокие корни» — Садовник
5. А. Дударев «Кеш» — Мультик
6. В. Ежов «Летучие журавли» — Сержант
7. М. Ауэзов, К. Исаак «Қараш-Қараш» — Николай Добродеевич
8. Дж. Ануи «Жанна Д’Арк» — отец
9. Р. Отарбаев «Бестеневой пассажир» — отец
10. Антонио Буэро Вальехо «Нет солнечного света» — отец
11. Т. Теменов «Лебединые слезы» — автор
12. Т. Джудженоглу «Лавина» — лидер общины и др.

## Семья
• Супруга — Киреева Раушан Сагиновна (1958 г.р.)
• Сын — Ануар (1980 г.р.)

## Награды и звания
1. Почётная грамота Республики Казахстан (2001)[1]
2. Деятель культуры РК (2002)
3. Заслуженный деятель Казахстана (2007)
4. Профессор

• Профессиональные достижения:
1. В 1992 году он был удостоен премии Союза молодежи Казахстана за пьесу драматурга Ермека Аманшаева «Сломанная колыбельная»
2. В 2006 году получил звание «Лучший актер» на республиканском фестивале в Астане за роль Серебрякова в пьесе Чехова «Дядя Ваня»
3. На 100-летнем республиканском фестивале Б. Момышулы Спектакль Дударева «Вечер» выиграл Гран-при в Таразе